# Јоханбрауер
Јоханбрауер је српска музичка група из Београда. Жанровски се најчешће сврстава у гаражни рок и пост-панк, а често је пореде са саставом Репетитор.

## Историја

### Почеци и основани подаци
Група Јоханбрауер је основана 2015. године, а првобитну поставу су чинили Павле Димитријевић (бас-гитара, вокал), Марко Обрадовић (гитара) и Петар Сутара (бубањ). Њих тројица су у почетку на пробама често пили пива Јохан и Брауер, те су она и кумовала називу групе. Ова тројка је каријеру започела свирањем обрада, али се постепено окретала ка стварању и извођењу ауторских песама.
Јоханбрауер се у пролеће 2017. такмичио на Бунт рок фестивалу, али није успео да се пласира у финале. У другој половини 2017. састав је напустио Петар Сутара, а на место бубњара сео је Александар Танчић.

### 2018—данас: Прво издање,Хали Гали компилацијаи проширење поставе
Јоханбрауер је 14. априла 2018. објавио дебитантско издање — EP назива Стварно не знам зашто си овде, сачињен од четири песме.
Састав је 25. маја 2019. учествовао у такмичарском делу програма 38. издања суботичког фестивала Омладина.
Почетком новембра 2019. у продаји се појавила Хали Гали компилација, издање на коме се девет младих београдских гитарских бендова представило са по једном новом песмом. Јоханрауер је за потребе ове компилације снимио нумеру Тундра, а наступио је и на другом по реду Хали Гали фестивалу.
У јануару 2020. дотадашњој тројци се као стални члан прикључио Лука Латинчић (гитара, синтесајзер, пратећи вокал). Четворка је свирала као предгрупа на првом београдском концерту норвешког двојца Aiming for Enrike, одржаном 17. фебруара 2020. у клубу Атом академија.

## Чланови

### Садашњи
- Павле Димитријевић — бас-гитара, вокал
- Марко Обрадовић — гитара
- Лука Латинчић — гитара, синтесајзер, пратећи вокал
- Александар Танчић — бубањ

### Бивши
- Петар Сутара — бубањ

## Дискографија

### издања
- Стварно не знам зашто си овде (2018)

### Учешћа на компилацијама
- Хали Гали компилација (2019) — песма Тундра